# Endalkachew Mekonnen
Ne pas confondre avec Makonnen Endelkachew, père d'Endelkachew Makonnen.
Lij Endelkachew Makonnen (Ge'ez: ልጅ እንዳልካቸው መኮንን) (8 septembre 1928 - 24 novembre 1974) fut un aristocrate, un diplomate et un homme politique éthiopien, Premier ministre sous Haïlé Sélassié Ier, du 28 février 1974 au 22 juillet 1974. 

## Biographie

### Jeunesse et études
Endalkachew est né à Addis-Abeba dans le woreda central d'Abouaré du district de Yeka, le 8 septembre 1928. Membre du clan Addisge de l'aristocratie éthiopienne, il est le fils de Ras Betwoded Makonnen Endelkachew, Premier ministre de Haïlé Sélassié Ier dans les années 1950, et de Zewditu Mengesha. Après avoir suivi ses études primaires et secondaires en Éthiopie, il quitte son pays pour l'Angleterre où il étudiera à l'Université d'Oxford. En 1951, il obtient son  M.A en économie politique avec distinction. 

### Carrière politique
Il décide de retourner en Éthiopie où il va occuper son premier poste au sein du gouvernement. Il sera attaché au ministère des Affaires étrangères où il occupera successivement les postes de: chef du protocole, directeur principal des affaires politiques et vice-ministre des affaires étrangères.

#### Premier ministre
Le 28 février 1974, Endalkachew devient Premier ministre et remplace Aklilu Habte-Wold. Il est nommé en pleine crise, le gouvernement impérial doit faire face aux grèves ouvrières  et manifestations étudiantes qui réclamaient des réformes sur la propriété des terres, des enquêtes sur la corruption aux plus hauts niveaux du gouvernement ainsi que des réformes politiques. Endalkachew va alors présenter des mesures qui commencent à modifier la nature de la monarchie. Hailé Sélassié va approuver certaines de ces mesures, parmi celles-ci il y avait la rédaction d'une Constitution qui devait remplacer celle de 1955 et la responsabilité du Premier ministre devant la Chambre basse et non devant l'Empereur. Selon Edmund J. Keller, « Si cette deuxième mesure avait été mise en œuvre, elle aurait résulté en une véritable diminution du pouvoir et de l'autorité de la Couronne. ».
Ces réformes étaient censées restaurer l'ordre et permettre de rétablir la légitimité du régime aux yeux de la population. Toutefois, ceci aurait été difficile même dans une période moins agitée. Même s'il était soutenu par les membres les plus âgés de l'armée, les jeunes éléments radicaux se mirent à œuvrer contre lui dès le jour de sa nomination. Certains pensaient que ce fut pour cette raison que Endalkachew cherchaient le soutien des officiers militaires modérés, tel que Alem Zewde Tessema, le commandant du bataillon des parachutistes, et qui deviendra le chef du Comité coordonné des forces armées (CCFA) le 23 mars. Deux jours plus tard, Alem Zewde  ordonnera l'arrestation de 30 militaires radicaux de la Force aérienne éthiopienne à Debre Zeit. Le 30 avril, afin de neutraliser  ses opposants de gauche, Endalkachew autorise l'arrestation d'anciens ministres (et anciens collègues) du gouvernement Aklilu qui étaient accusés de corruption. Malgré ces actions, l'agitation se poursuivait dans la société civile tout comme parmi les militaires.  En raison de son soutien à Endalkachew et après avoir perdu le contrôle de son bataillon le 22 juin, Alem Zewde va fuir la capitale pour se réfugier dans le Godjam.  
Le 26 juin 1974, un groupe conservateur de la Chambre des députés déposa une pétition à l'Empereur afin d'obtenir la libération des officiels qui ont été emprisonnés pour corruption, ce groupe démontrait ainsi qu'il n'avait aucune intention de faire condamner ces personnes. Le comité militaire (devenu Derg) va alors rapidement arrêter 50 autres coupables de la classe dirigeante le 30 juin. Pendant les deux semaines suivants, 150 personnalités supplémentaires dont des membres du gouvernement en place, des administrateurs de province, des nobles et même des membres de la famille impériale (Eskender Dest, petit-fils de l'Empereur) seront arrêtées. Le 22 juillet 1974, Endalkachew est arrêté par les militaires et remplacé par Mikael Imru. Il sera conduit le 23 novembre 1974, avec d'autres officiels du gouvernement impérial, à la prison centrale d'Akaki où il sera exécuté le jour-même.